# Ladret
Ladret war ein kanadischer Hersteller von Automobilen.

## Unternehmensgeschichte
Für das Unternehmen sind die Firmierungen Ladret Motor Corp. of North America, Ladret Design West und Ladret Design Studio überliefert. Eine Quelle nennt Vancouver als Sitz. Auf zwei Anzeigen des Unternehmens sind Vancouver und Edmonton angegeben. Zwischen 1984 und 1993 stellte es Automobile und Kit Cars her. Der Markenname lautete Ladret.

## Fahrzeuge
Ein Modell war die Nachbildung eines Ferrari Testarossa. Als Basis diente ein Pontiac Fiero. In einer Anzeige ist auch ein Lamborghini Countach abgebildet.